# San Marino op de Olympische Winterspelen 2018
San Marino was een van de deelnemende landen aan de Olympische Winterspelen 2018 in Pyeongchang, Zuid-Korea.
Bij de tiende deelname van het ministaatje werd voor de tiende keer deelgenomen in de olympische sportdiscipline alpineskiën. Alessandro Mariotti, ook de vlaggendrager bij de openingsceremonie, kwam in actie op twee onderdelen.

## Deelnemers en resultaten
(m) = mannen 

### Alpineskiën
| Olympiër            | Onderdeel        | Resultaat | Prestatie                                                            |
| ------------------- | ---------------- | --------- | -------------------------------------------------------------------- |
| Alessandro Mariotti | reuzenslalom (m) | 65e       | 1e run: 1.21,66 (75e) 2e run: 1.21,21 (66e) totaal: 2.42,87 (+24,83) |
| Alessandro Mariotti | slalom (m)       | DNF       | 1e run: niet gefinisht                                               |